# Gastrochaena dubia
Gastrochaena dubia är en musselart som beskrevs av Thomas Pennant 1777. Gastrochaena dubia ingår i släktet Gastrochaena och familjen Gastrochaenidae. Arten är reproducerande i Sverige. Inga underarter finns listade i Catalogue of Life.